# Патрисија Мамона
Патрисија Мамона (порт. Patrícia Mbengani Bravo Mamona; 21. новембар 1988) је португалска атлетичарка и државна рекордерка, чија је специјалност троскок.

## Каријера
Атлетиком се бави од 2002. године. Од 2011. је члан Атлетског клуба Спортинг из Лисабона.
Први национални рекорд 14,01, поставила је у Јуџину 10. јуна 2010, који је поправила на 14,12 30. јула у квалификацијама Европског првенства 2010. у Барселони. Две године касније, 29. јуна 2012. такође на Европском првенству 2012. у Хелсинкију, скочила је 14,52 метра, поставила нови национални рекорд и освојила сребрну медаљу иза победнице Олге Саладухе.
На Европском првенству у дворани 2013. у Гетеборгу заузела је последње место у финалу, али је у квалификацијама оборила португалски рекорд у троскоку са 13,99 м.
У 2014. је одржано Европско првенство у Цириху, остаје на само 5 cm од медаље. Дана 11. јула 2016, у Амстердаму, осваја европску титулу у троскоку, и поставља нови државни рекорд са 14,58 метра.
Дана 14. августа 2016, учествује у финалу троскока на Олимпијским играма у Рио де Жанеиру, заузела је шесто место, али и поставља нови национални рекорд са 14,65 м. На Европском првенству у дворани 2017. у Београду заузела је друго место у финалу иза победнице Кристин Гириш. На Светском првенству у Лондону 2017. године је заузела 9. место.
Највећи успех у каријери је остварила на Олимпијским играма у Токију 2020, када је освојила сребрну медаљу у троскоку, у финалу је скочила 15,01 метара.

## Остало
Отац јој је пореклом из Анголе. Када је имала 13 година, породица је емигрирала у Енглеску. Са 17 је добила стипендију и отишла да студира на Универзитету Клемсон у Јужној Каролини.

### Значајнији резултати
| Датум | Такмичење                             | Место          | Пласман | Резултат |
| ----- | ------------------------------------- | -------------- | ------- | -------- |
| 2006  | Светско јуниорско првенство           | Пекинг         | 4       | 13,37    |
| 2010  | Европско првенство                    | Барселона      | 8       | 14,07    |
| 2011  | Европско екипно првенство — Суперлига | Стокхолм       | 8       | 13,55    |
| 2011  | Универзијада                          | Шенџен         |         | 14,23    |
| 2012  | Европско првенство                    | Хелсинки       |         | 14,52 НР |
| 2012  | Олимпијске игре                       | Лондон         | 13      | 14,11    |
| 2013  | Европско првенство у дворани          | Гетеборг       | 8       | 13,72    |
| 2014  | Светско првенство у дворани           | Сопот          | 4       | 14,26    |
| 2014  | Европско првенство                    | Цирих          | 13.     | 13,62    |
| 2015  | Европско првенство у дворани          | Праг           | 5.      | 14,32    |
| 2016  | Европско првенство                    | Амстердам      |         | 14,58 НР |
| 2016  | Олимпијске игре                       | Рио де Жанеиро | 6.      | 14,65 НР |
| 2017  | Европско првенство у дворани          | Београд        |         | 14,32    |
| 2017  | Светско првенство                     | Лондон         | 9.      | 14,12    |
| 2018  | Медитеранске игре                     | Тарагона       | 6.      | 13,79    |
| 2018  | Европско првенство                    | Берлин         | 16.     | 13,92    |
| 2019  | Европско првенство у дворани          | Глазгов        | 4.      | 14,43    |
| 2019  | Светско првенство                     | Доха           | 8.      | 14,40    |
| 2021  | Европско првенство у дворани          | Торуњ          |         | 14,53    |
| 2021  | Олимпијске игре                       | Токио          |         | 15,01 НР |
| 2022  | Светско првенство у дворани           | Београд        | 6.      | 14,42    |
| 2022  | Светско првенство                     | Јуџин          | 8.      | 14,29    |
| 2022  | Европско првенство                    | Минхен         | 5.      | 14,41    |

## Лични рекорди
|         |              | Резултат | Место | Датум           |
| ------- | ------------ | -------- | ----- | --------------- |
| Троскок | На отвореном | 15,01 НР | Токио | 1. август 2021. |
| Троскок | У дворани    | 14,53 НР | Торуњ | 7. март 2021.   |

## Одликовања
- Орден за заслуге у представљању Португалије.[7]